# 5537 Sanya
5537 Sanya è un asteroide della fascia principale. Scoperto nel 1964, presenta un'orbita caratterizzata da un semiasse maggiore pari a 2,2767828 UA e da un'eccentricità di 0,1645561, inclinata di 5,94642° rispetto all'eclittica.